# Glock 34
Glock 34 är en längre variant av Glock 17 främst framtagen för tävlingsskytte till exempel IPSC.